# Edilberto de Souza Campos
Edilberto de Souza Campos (Lagarto, Sergipe, 4 de setembro de 1883 – Rio de Janeiro, 2 de abril de 1971) foi um médico brasileiro.
Doutorado em medicina pela Faculdade de Medicina do Rio de Janeiro em 1905, defendendo a tese “Notas sobre a correção óptica permanente na myopia”. Foi eleito membro da Academia Nacional de Medicina em 1929, sucedendo Henrique Guedes de Mello na Cadeira 64, que é também patrono desta cadeira.